# Выгнанка (Бяльский повет)
Выгнанка (пол. Wygnanka) — деревня в Бяльском повете Люблинского воеводства Польши. Входит в состав гмины Соснувка. По данным переписи 2011 года, в деревне проживало 127 человек.

## География
Деревня расположена на востоке Польши, на расстоянии приблизительно 37 километров к юго-востоку от города Бяла-Подляска, административного центра повета. Абсолютная высота — 158 метров над уровнем моря. К северу от населённого пункта проходит национальная автодорога 63.

## История
В конце XVIII века входила в состав Брестского повета Берестейского воеводства Великого княжества Литовского.
По данным на 1827 год имелось 28 дворов и проживал 201 человек. Согласно «Справочной книжке Седлецкой губернии на 1875 год» деревня входила в состав гмины Романов Влодавского уезда Седлецкой губернии.
В период с 1975 по 1998 годы деревня входила в состав Бяльскоподляского воеводства.

## Население
Демографическая структура по состоянию на 31 марта 2011 года:
|         | Всего | До трудоспособного возраста | Трудоспособного возраста | Старше трудоспособного возраста |
| ------- | ----- | --------------------------- | ------------------------ | ------------------------------- |
| Мужчины | 70    | 13                          | 45                       | 12                              |
| Женщины | 57    | 7                           | 29                       | 21                              |
| Всего   | 127   | 20                          | 74                       | 33                              |